# Саддл-Рок-Естейтс (Нью-Йорк)
Саддл-Рок-Естейтс (англ. Saddle Rock Estates) — переписна місцевість (CDP) в США, в окрузі Нассау штату Нью-Йорк. Населення — 428 осіб (2020).

## Географія
Саддл-Рок-Естейтс розташований за координатами 40°47′38″ пн. ш. 73°44′29″ зх. д. / 40.79389° пн. ш. 73.74139° зх. д. (40.793964, -73.741490).  За даними Бюро перепису населення США в 2010 році переписна місцевість мала площу 0,20 км², уся площа — суходіл.

## Демографія
Згідно з переписом 2010 року, у переписній місцевості мешкало 466 осіб у 140 домогосподарствах у складі 127 родин. Густота населення становила 2321 особа/км².  Було 142 помешкання (707/км²).
Расовий склад населення:
| - 95,3 % — білих - 2,4 % — азіатів |

До двох чи більше рас належало 1,7 %. Частка іспаномовних становила 0,4 % від усіх жителів.
За віковим діапазоном населення розподілялося таким чином: 33,0 % — особи молодші 18 років, 53,3 % — особи у віці 18—64 років, 13,7 % — особи у віці 65 років та старші. Медіана віку мешканця становила 38,4 року. На 100 осіб жіночої статі у переписній місцевості припадало 99,1 чоловіків;  на 100 жінок у віці від 18 років та старших — 100,0 чоловіків також старших 18 років.
Середній дохід на одне домашнє господарство  становив 161 980 доларів США (медіана — 147 969), а середній дохід на одну сім'ю — 181 432 долари (медіана — 158 214). 
Цивільне працевлаштоване населення становило 170 осіб. Основні галузі зайнятості: освіта, охорона здоров'я та соціальна допомога — 36,5 %, фінанси, страхування та нерухомість — 25,3 %, науковці, спеціалісти, менеджери — 22,4 %.